# Portelek (Románia)
Portelek falu Romániában, Szatmár megyében.

## Fekvése
Szatmár megyében, Nagykárolytól délre, Vezend és Iriny között fekvő település.

## Története
Pórtelek nevét 1270-ben említette először oklevél castri de Zathmar Pur voc. formában. 
1270-ben Irinyi Vid fiai Vencel és László Por(teleket) (terram castri de Zathmar Pur vocatam) kapják V. István királytól adományba. 
1354-ben p. Portelek néven volt említve, ekkor a Kusalyi Jakcs család birtoka volt, akik Kusaly nevű birtokukat felosztották, és ekkor megemlítették, hogy a birtok felét a Szatmár megyei Portelek feléért kapták cserébe.
1366-ban is mai formájában írták. A falu ekkor a Porteleki családé volt.
1401-ben Irinyi Tamás Porteleken birtokos. Porteleki pura statucioja, vagyis Portelek birtokába való tiszta (ellentmondás nélküli) beiktatása megtalálható a családi oklevéltárban.
1420-ban a település Pórteleki Pál fiaié volt, majd 1422-ben a Pórteleki lányok révén Kántor Domokos és Rezegey György is kapott itt részbirtokot.
A 16., és 17. században a Rezegey és az Irinyi családok birtoka.
1747-ben Eötvös József kap királyi adományt az egész településre.
A 18. század végén az Irinyi, Geötz, Zimány és Okolicsányi család birtoka.
A 19. század elején rajtuk kívül még a Luby és a báró Luzsénszky családok is birtokosok itt.
A 20. század elején a Luzsénszky birtok és a hozzá tartozó úrilak is Hajagos Benő özvegyének birtoka lett.
1910-ben 483 lakosából 24 magyar, 459 román volt. Ebből 460 görögkatolikus, 11 református, 12 izraelita volt.
A trianoni békeszerződés előtt Szatmár vármegye Nagykárolyi járásához tartozott.

## Nevezetességek
- Görögkatolikus templom